# Rappel d'ambassadeur
Le rappel d'ambassadeur, plus précisément présenté comme rappel pour consultation d'un ambassadeur, est une sanction diplomatique lancée par l'autorité politique d'un État accréditant qui demande à son ambassadeur de regagner son pays afin d'exprimer officiellement son désaccord lorsqu’une tension affecte les relations entre cet État et l'État accréditaire. Elle reste temporaire dans le cadre d'une simple consultation.

## Définition
L'universitaire français,  professeur de science politique Christian Lequesne, auteur de La puissance par l’image. Les États et leur diplomatie publique, définit cette action diplomatique en ces termes : « L’État rappelle l’ambassadeur chef de poste dans la capitale pour essayer de comprendre avec lui ce qui se passe dans le cadre d’une crise. »
Le rappel d'un ambassadeur ou d'un agent diplomatique peut également être définitif dans le cadre d'un remplacement, action qui est de nature différente à celle du simple « rappel pour consultation ».

## Signification
Cette action est généralement présentée comme le deuxième degré de gravité dans l’échelle des sanctions diplomatiques. Elle ne marque pas une rupture définitive des relations diplomatiques entre les pays concernés, mais elle se situe au-dessus de la simple convocation de l'ambassadeur au ministère des Affaires étrangères du pays plaignant. Elle précède en cas d'aggravation des relations entre les deux pays l'expulsion de l'ambassadeur ou la fermeture de l'ambassade.

#### Articles généraux
- Ambassadeur
- Consulat
- Relations internationales
- Diplomatie
- Politique étrangère
- Incident diplomatique
- Correspondance diplomatique